# Медвідка
Ме́двідка (МФА: [medʲʋʲidkɐ] ( прослухати)) — село в Україні, у Стрижавській селищній громаді Вінницького району Вінницької області.
Мовний склад місцевості Медвідка
Село відоме старовинною дерев'яною церквою XVII ст., яку збудували на пожертви самих селян. Медвідка — це мальовничі краєвиди, річка, ліс, місця для прогулянок і активного відпочинку.
Через село пролягає автошлях С020319, що веде до М21, який частково збігається із єврошляхом E583.

## Населення
Згідно з переписом 2001 року, у селі проживає 400 осіб, більшість населення Медвідки є україномовна (94,5 %), російськомовних — меншість (5 %)
Населення села з початку його створення до сучасності займалося сільським господарством. Реформа 1861 року села практично не торкнулася. До 1871 року селяни вільно та безкоштовно випасали худобу на угіддях, косили сіно, рубали ліс та займалися бортництвом. Земської управи в селі не було і тому участі у виборах, зокрема до Державної думи  населення не приймало. Оскільки село було далеким від політичних подій, то навіть партійних утворень не було.

У 1923—1930 роках був утворений колгосп, куди був звезений весь реманент селян та тяглова сила. 1932—1933 роки були голодними. Держава забирала хліб, вирощений не лише на ланах колгоспу, а й у садибах одноосібників. Спеціальні бригади спорожнювали ті садиби, розкуркулювали, кидали у  в'язниці, били та штрафували.

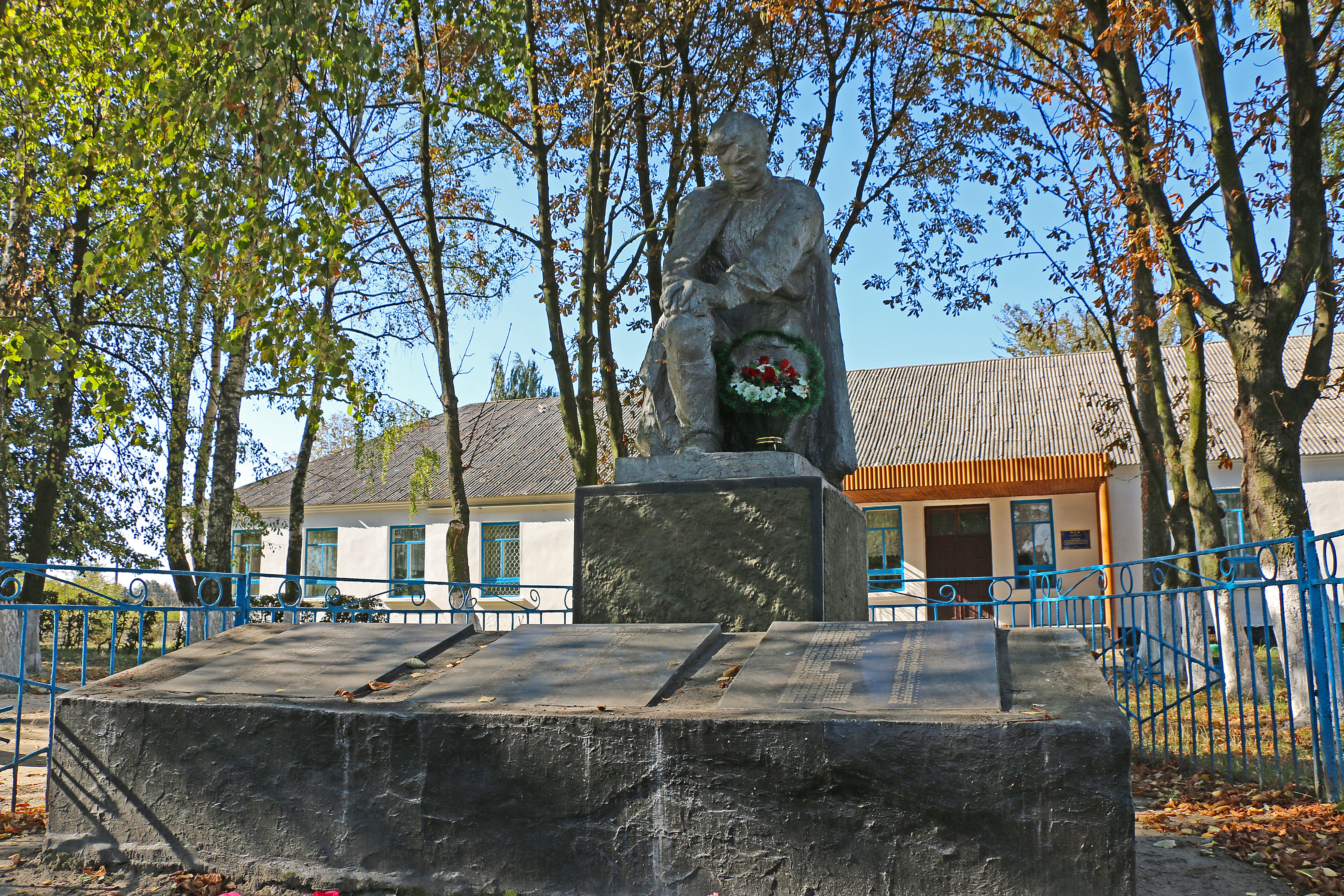
Пам'ятник 98 воїнам-односельчанам, загиблим на фронтах ВВВ.

Війна 1941—1945 років на обминула село. На фронт було мобілізоване населення віком від 16 до 40 років. У рідні домівки не повернулися 98 захисників Вітчизни.
Серед принад села також є пам'ятка історії Вінницького району — Пам'ятник 98 воїнам-односельчанам, загиблим на фронтах ВВВ, створений та відкритий у 1968 р. київським художнім фондом. Рішенням № 313 10.06.1971 р. взятий під охорону.
В 60-х роках розпочалася електрифікація села. У 2007 році село було газифіковано.
На даний час у селі працюють: пересувне відділення укрпошти; нова пошта; Meest (доставка по п'ятницях), продовольчий магазин; творчий клуб; садочок та загальноосвітня школа І ступеня; церква; рейсовий автобус.

У центрі села Церква; На північно-східній околиці села Кладовище; У південно-східній частині Могила жертв нацизму, 1942 (іст.); У східній частині Братська могила радянських підпільників, 1944 (іст.).
| Динаміка населення з 1885 по 2025 |      |      |      |      |      |      |
| 1885                              | 1893 | 1903 | 1989 | 2001 | 2017 | 2025 |
| 627                               | 896  | 902  | 428  | 395  | 528  | 368  |
| Гістограма динаміки населення     |      |      |      |      |      |      |

## Історія

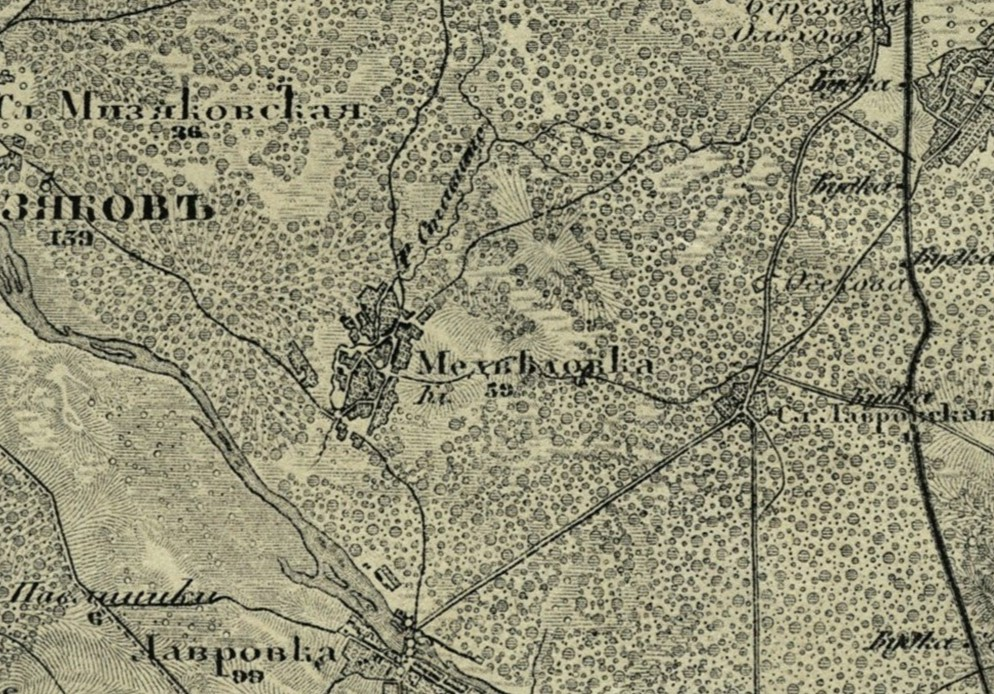
«Shubert's map». Fragment of topographic map of Russian Empire. 3 versta in inch. 1863.

###### Імперський період
У люстрації Вінницького старовства 1616 року повідомляється, що до нього належали слободи Цвіжин, Медвідка, Сальник.
Вірогідно, в села Медвідка, малась колишня назва — Медвѣдовка, оскільки саме вона, вказана на військово-топографічній мапі видатного геодезиста і картографа Шуберта Федіра Федоровича та його співавтора Тучкова П. А. (1863р). Назва Medwedowka (Медвєдовка) також присутня на Австро-Угорській мапі 1890—1910 років (46-49 с).
На мапі можна розгледіти наявність двох річок, одна з яких підписана, назва річки — Ставище.

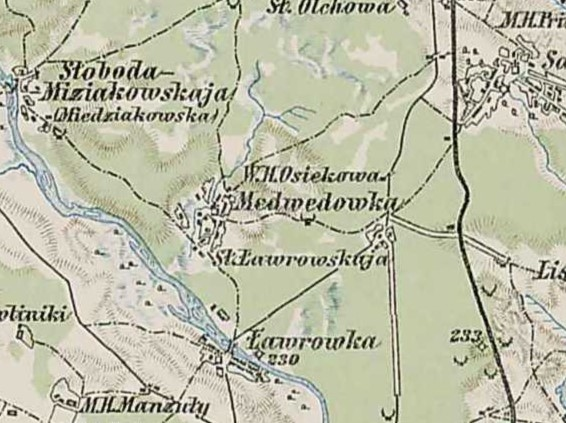
Fragment Régi térképek/Európa/Az Osztrák-Magyar Monarchia 1910 körül/Winnica

У книгах «З ВІРОЮ В МАЙБУТНЄ Нариси церковної історії села Павлівки» та «ПАВЛІВКА. ВИТОКИ ДУХОВНОСТІ» архівні згадки про події 1855-х — 1870-х років (достовірної дати немає).
На Степанові Руданському закінчилася надія продовження священицьких родів у Хомутинцях — Руданських, а в Павлівці — Шевадзицьких і Добротворських, звідси і невдоволення близьких. У Подільській єпархії служили священиками дядько поета Андрій Іванович Руданський і його син Олександр Андрійович Руданський; був священиком чоловік сестри Ольги — Степан Комарницький. Із Добротворських відомий священик із села Медвідка Дем'ян Іванович Добротворський, який помер у 1902 році; у с. Жуковці біля Жмеринки, священику Данилу Сидоровичу Добротворському належало 184 дес. землі, за якою доглядав син Тихон, а сам о. Данило проживав в Рашкові Ольгопільського повіту. На сьогодні не встановлені родинні зв'язки о. Порфирія з Павлівки з вказаними Добротворськими.

Про село також є згадка у виданні «Волости и важнейшие селения Европейской России» 1885 р. — Вип. 3
Медвѣдка, с. б. г., при р. Бугѣ, дв. 76, ж. 627; ц. пр. п. д.

Гульдман В. в книзі «Населенные места Подольской губернии: Алфавитный перечень населенных пунктов губернии, с указанием некоторых справочных о них сведений» 1893 р.
Медвѣдка, с., Винницкаго уѣзда, Стрижавской волости. 135 дворовъ. Жит. 896 д. об. пола. Отстоитъ отъ уѣзднаго города въ 14 верстахъ и мѣсто- нахожденія Волостнаго правленія въ 6. Ближайшая почтовая станція (куда адресуется корреспонденція) — м. Калиновка (12 в.); ближайшая земская станція- м. Стрижавка (6 в.); ближ. желѣзно-дорожная станція-, «Калиновка» (12 в.); попутная къ губернскому городу — Калиновка (12 в.). С. Медвѣдка находится во 2 станѣ, въ 9 урядническомъ участкѣ, во 2 уч. судебно-мироваго округа (мир. судьи), во 2 уч. миров. посредн. и въ 1 уч. судебн. слѣдователя. 

Крилов А. «Населенные места Подольской губернии. — Каменец-Подольский: Типография губернского правления» 1903 р.
Медвѣдка, с., (принадлеж, казнѣ). Дворовъ 135. Жителей 902 д. об. п. Состоить по 2 станѣ, 9 урядн. уч., 2 уч. мирового посредника, 3 уч. судеб — мирового округа и 2 уч. судебнаго слѣдователя. Разстояніе отъ уѣзднаго города-14 вер. и мѣстонахожденіи волостного правленія — 6 вер.; ближайшая почтовая станція (куда адресуется корреспонденція) — м. Калиновка (12 вер.), ближайшая земская станція — м. Стрижавка (6 вер.), ближайшая железнодорожная станція — Калиновка" (12 вер).

Въ означенномъ селеніи находятся: 1 православная церковь и церковно — приходская школа.

В газеті «Рада» № 103 від 07.05.1910, сторінка 3

В далеку дорогу. З с. Медвідки, вінницького повіту, нас сповіщають, що звідти 22-го апріля виїхало на переселення в Єнисейську та Самарську губернію аж 90 душ селян. Ще раніш селяне посилали ходака оглядати ті місця, куди оце вирушили вони. Ходак заохочував їхать і запевняв, що не буде гірше, як було на батьківщині. Обережніща біднота тепер тієї думки, що треба ще пождати, як то воно вживеться одважним на чужині. «Як що не вернуться з торбами, то й ми десь побредемо на кращі піски, на добрі достатки», так кажуть селяне.

###### Радянські часи
Під час організованого радянською владою Голодомору 1932—1933 років померло щонайменше 14 жителів села
В лісі за Медвідкою, недалеко від схованої дороги між Мізяківською Слобідкою та Павлівкою було Стрижавське гетто, де розстрілювали євреїв. Це сталося 10 або 12 січня 1942 року, тоді було вбито 239 євреїв.
Німці підривали ставку «Вервольф» в березні 1944 року, був дуже сильний вибух, на возах і на вантажівках вивозили своє майно та завозили вибухівку. Сніг, який розтавав, налипав підводам на колеса, а німці, долаючи бездоріжжя, змушували селян палицями відбивати його з коліс. Жителі села Коло-Михайлівка під час підриву ставки та наступу радянських військ відійшли до села Сосонка. З боку сіл Лаврівка та Медвідка тривали протистояння між німецькими та радянськими військами.

###### Сучасність
26 вересня 2017 року сталась Пожежа на складі боєприпасів у Калинівці, яка призвела до чималих пошкоджень на території села.
«Навчання у школі було припинено 27 вересня, оскільки дуже сильно був пошкоджений дах, внутрішні стіни дали місцями глибокі тріщини, наразі приміщення виявилось непридатним для  навчально-виховного процесу,- коментує в.о.  директора  Медвідського НВК Тетяна Вигонюк — З початку жовтня  учнів 1-4х класів перевели до вінницької загальноосвітньої школи № 5, а вихованці дитячого садочка залишались весь цей час вдома. На заняття дітей до міста возив шкільний автобус з сусіднього селища Стрижавка».
«Постраждалій від вибуху боєприпасів жительці села Медвідка на Вінниччині 49-річній Тамарі Рибаченко споруджують новий будинок. Травмована жінка продовжує лікування у стаціонарі районної лікарні. Тим часом будівельники уже завершили фундамент і розпочали зведення стін.»

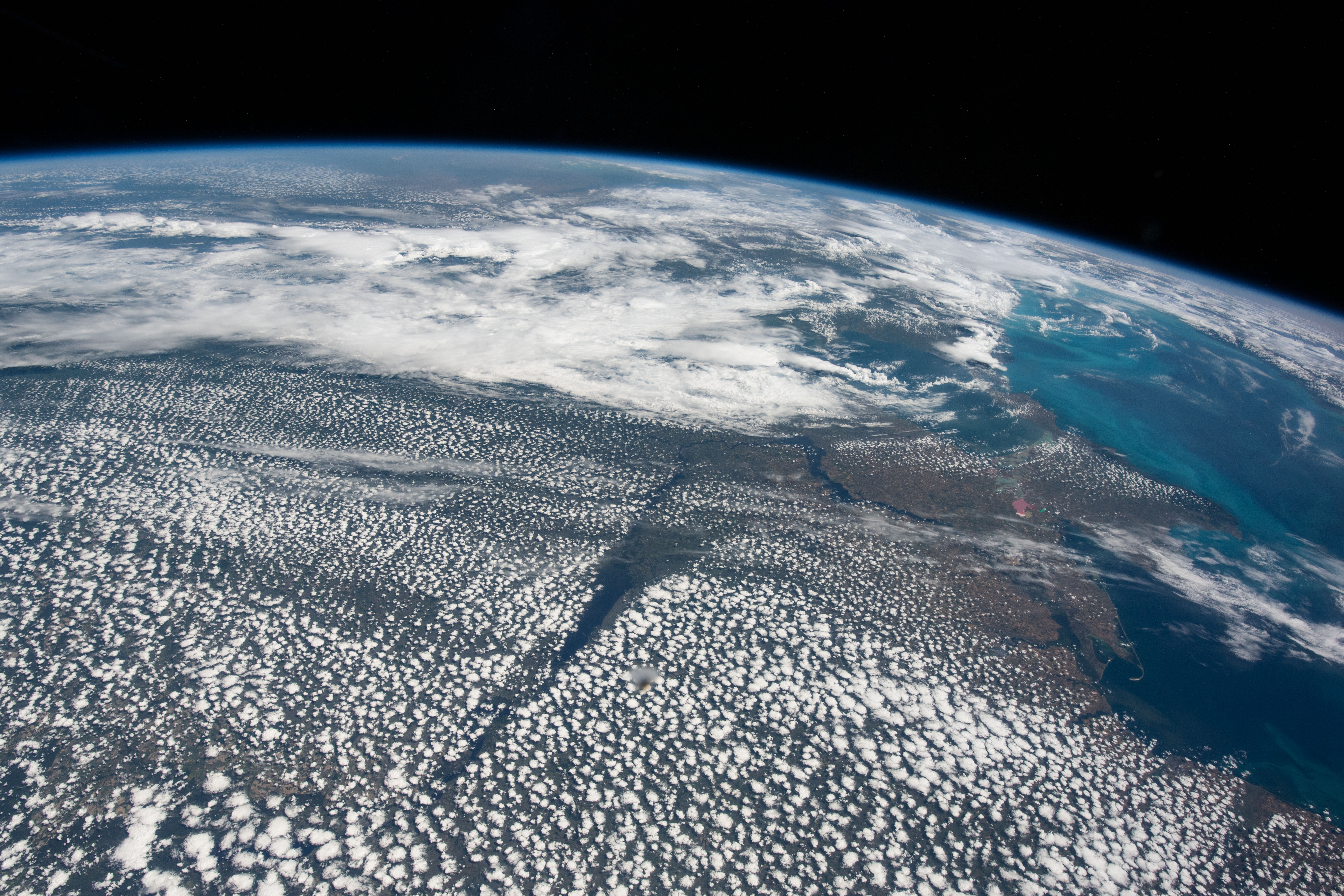
View of Earth taken during ISS Expedition 67

15 червня 2022 року Космічний центр імені Ліндона Джонсона під час МКС-67 зробив знімок із космосу над Медвідкою.
1 травня 2024 року на сесії селищної ради депутати затвердили перейменування вулиць, провулків, населених пунктів на території Стрижавської селищної територіальної громади, серед яких і колишня вулиця Пушкіна, яка нині має назву — вулиця Дем'яна Подчашинського, на честь загиблого військового.

## Школа

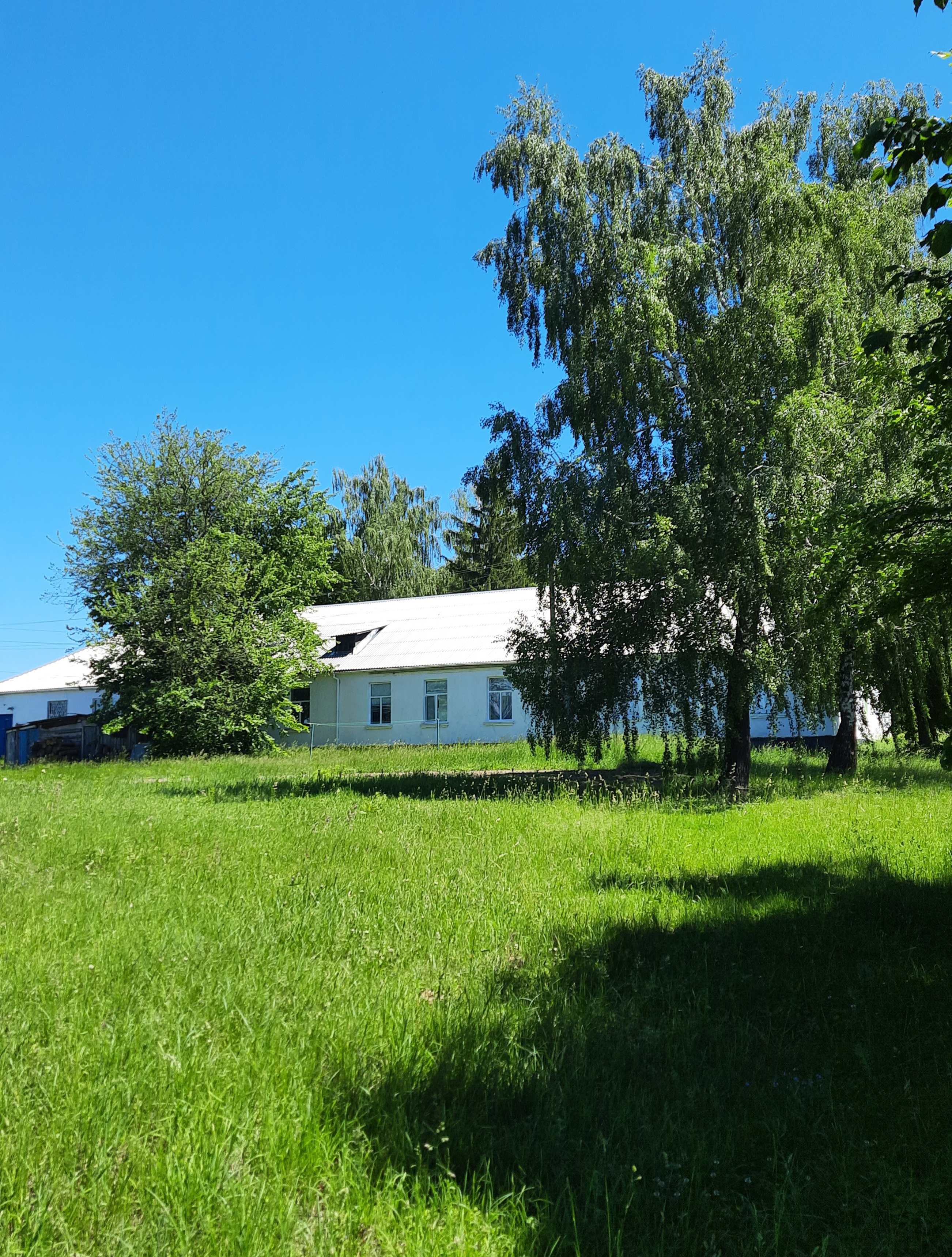
Задній двір школи, Медвідка

###### Історія
Школа існує з 1862 року, спочатку вона розміщувалась у хаті, що знаходилась на церковній землі, тому і назва її була церковно-приходська.
В 1905 р. було побудоване нове приміщення для школи, на той час її відвідувало близько 40 учнів. Це була невеличка сільська хата, в одній половині якої жив завідуючий, а в другій розміщувалося дві класні кімнати.
Після жовтневої революції в 1917 р. школу було реформовано в початкову школу з 4-річним навчанням. Навчання проводилося в дві зміни. У післявоєнний період школа стала семирічною, пізніше восьмирічною.         
Школа мала такі статуси: Медвідська восьмирічна школа, Медвідська неповна середня школа, Медвідська середня загальноосвітня школа І-ІІ ступенів.
В 2013 році рішенням громади села школу реорганізовано в Медвідський навчально-виховний комплекс: загальноосвітню школу І ступеня — дошкільний навчальний заклад.
У 2020 році школа була переіменнована у Комунальний заклад «Медвідська початкова школа» з дошкільним відділенням.

###### Контакти
Адреса: Вінницька обл., Вінницький р-н., Стрижавська ОТГ, с. Медвідка, вул. Дем'яна Подчашинського, буд  2А
Номер телефону: (0432)58-95-53

## Принади

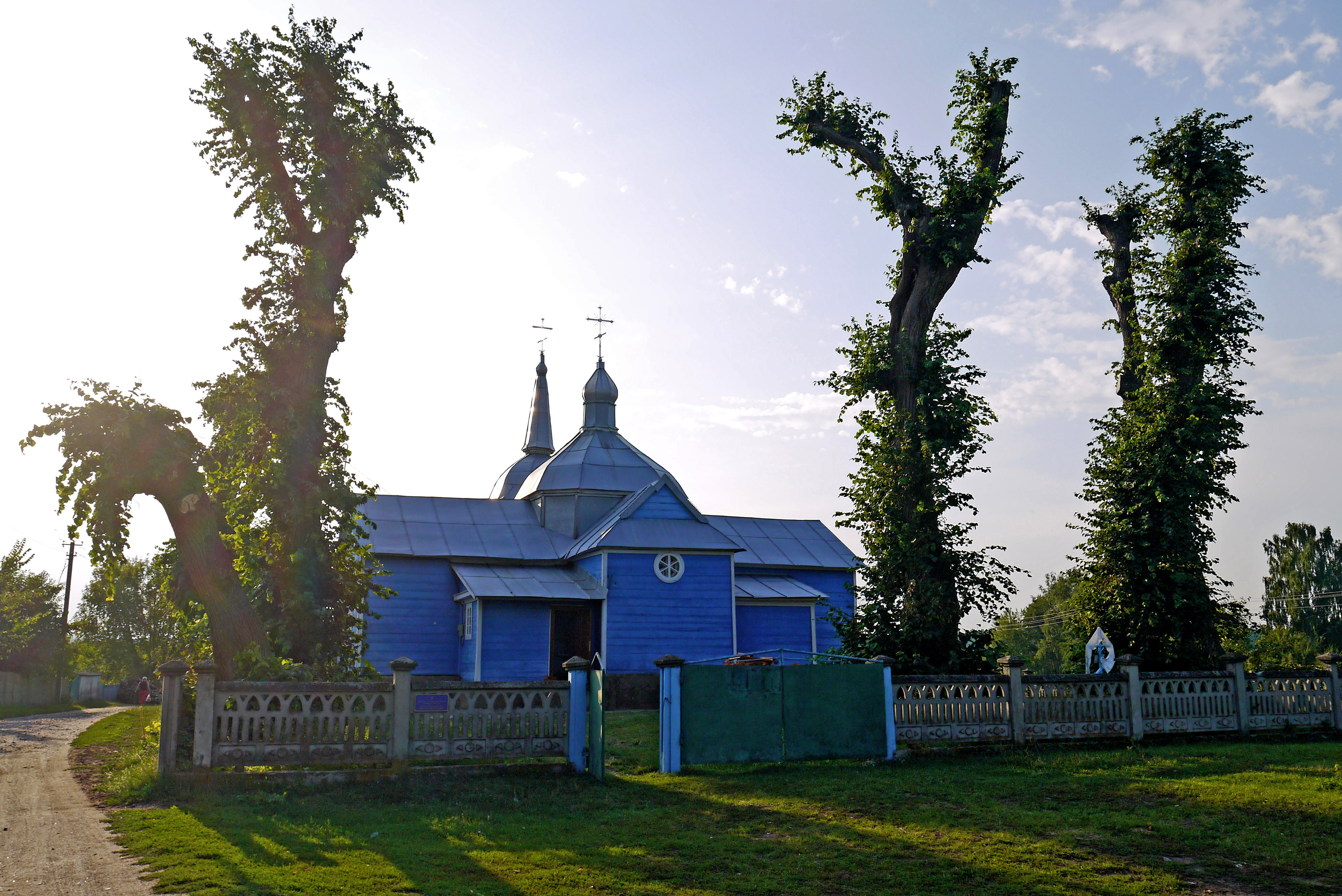
Старовинна дерев'яна церква св.муч. Параскеви П'ятниці. 27.08.2017 р.

#### Церква
В селі зберігся та активно працює, старовинний дерев'яний храм св.муч. Параскеви П'ятниці XVII ст., який за власний кошт жителі села звели у 1679 році, та назвали на пошану святої великомучениці Параскеви Іконійської, відноситься до Вінницького районного благочиння Вінницької єпархії УПЦ.
Відноситься до пам'яток архітектури місцевого значення, що знаходяться у Вінницькому районі, Дерев'яна Церква Параскеви Великомучениці (1765—1791 рр., с. Медвідка) рішенням виконкому облради нар. деп.від 14.02.91 № 43
День села та Престольне свято: 10 листопада (28 жовтня)

#### Археологічні знахідки
На північ від Медвідки — поселення раннього залізного віку VII—IV століть до нашої ери.

#### Ключ, гойдалка в лісі
Знаходиться в північно-західному напрямку від села, трохи далі від входу до лісу, на ній може поміститися декілька людей. (49°22'49.7"N 28°26'51.3"E)

## Географія

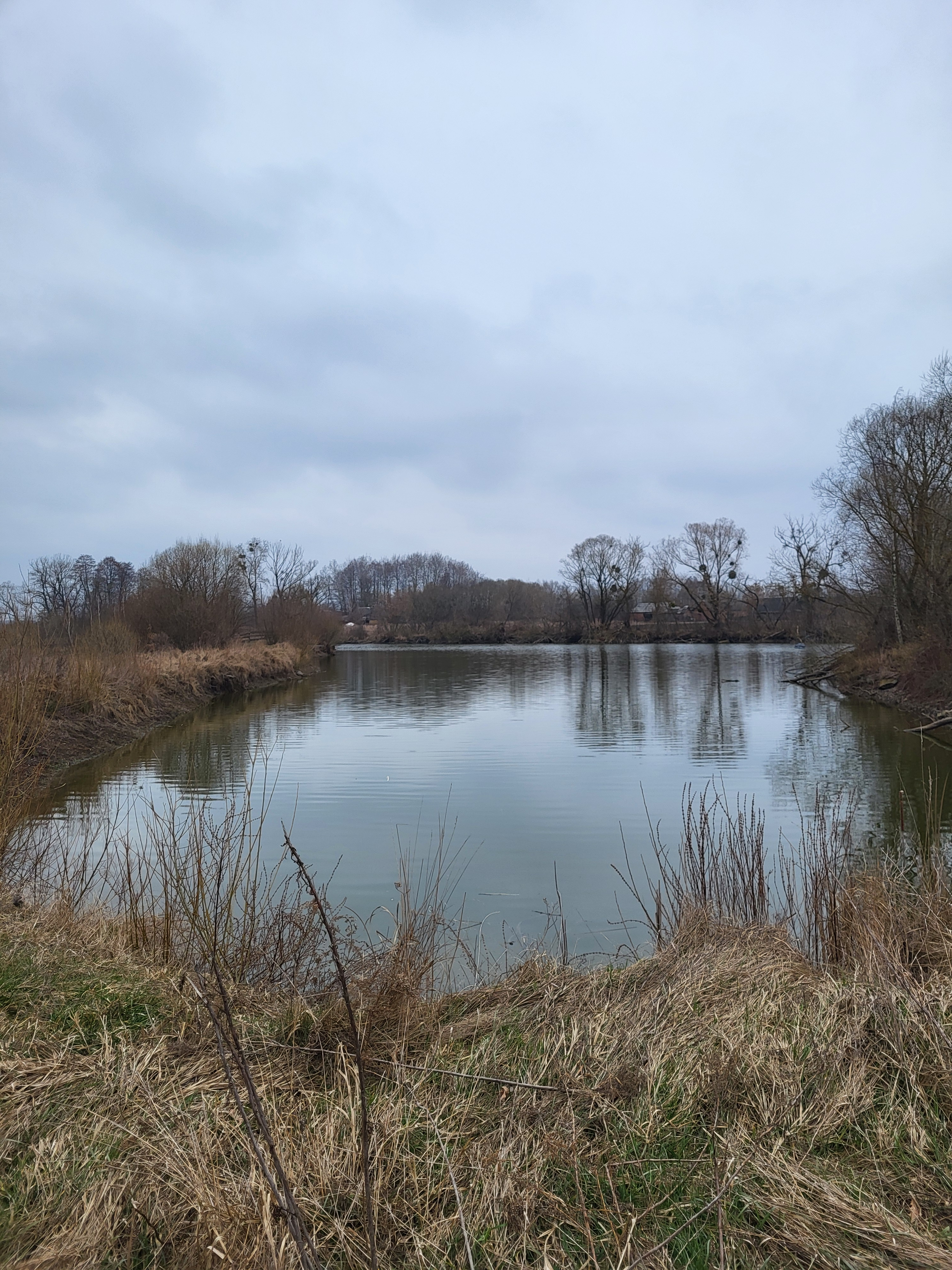
Ставок р. Ставище

Село Медвідка займає низовину по лівій стороні річки Південний Буг, яка протікає на відстані однієї версти від села. Селом протікає невелика річка Ставище (Медведівка або Ведмежа), ліва притока Південного Бугу, яка наприкінці майже кожного літа висихає. Поряд з селом знаходиться густий ліс багатий на флору та фауну. В ньому водяться: вовки, сарни європейські, кабани, дики (Sus scrofa atilla, Thomas), косулі, лиси, лосі, зайці та інші. Ростуть: дуб звичайний, сосна звичайна, модрина європейська, ялина європейська, кедр ліванський, дугласія та інші. Також Медвідський ліс славиться різноманіттям грибів, особливо серед людей, відомий білимта польским грибами. На півночі села знаходиться озеро.
| НАЗВА                | Загальна площа, га | В тому числі вкрита лісом, га | Загальний запас, тис.м3 | Кількість кварталів |
| Медвідське лісництво | 1610,4             | 1339,7                        | 380,2                   | 59                  |
| -------------------- | ------------------ | ----------------------------- | ----------------------- | ------------------- |

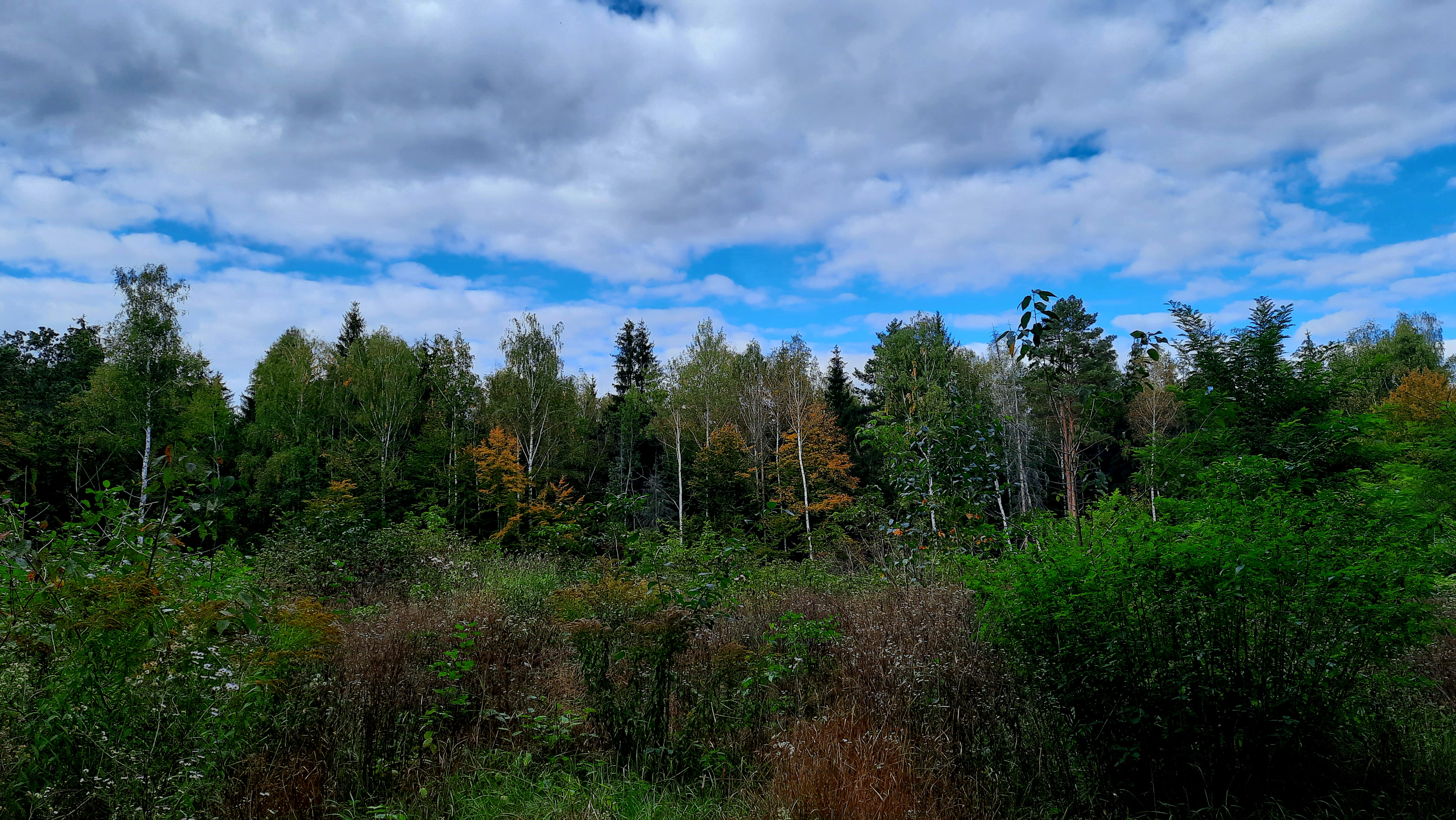
Медвідський ліс

Ліс що знаходиться за селом, має багату історію, його називають Гущинська Дача та Чорний Ліс. Він є частиною древнього лісу, який за словами старожилів, тягнувся до Карпат та навіть самої Німеччини. Якщо подивитись на цей ліс на мапі, то через нього проходить шлях, який з'єднує села Мізяківську Слобідку та Павлівку.

Клімат помірно континентальний з теплим літом і помірно холодною зимою. Найтепліший місяць року — липень (березень), найхолодніший — січень (лютий).
| Клімат Медвідка                            | Клімат Медвідка | Клімат Медвідка | Клімат Медвідка | Клімат Медвідка | Клімат Медвідка | Клімат Медвідка | Клімат Медвідка | Клімат Медвідка | Клімат Медвідка | Клімат Медвідка | Клімат Медвідка | Клімат Медвідка | Клімат Медвідка |
| Показник                                   | Січ.            | Лют.            | Бер.            | Квіт.           | Трав.           | Черв.           | Лип.            | Серп.           | Вер.            | Жовт.           | Лист.           | Груд.           | Рік             |
| Середній максимум, °C                      | −1,2            | 0,7             | 6,4             | 14,2            | 20              | 23,2            | 25,1            | 24,6            | 18,9            | 12,1            | 5,8             | 0,7             |                 |
| Середня температура, °C                    | −3,5            | −2,3            | 2,3             | 9,5             | 15,4            | 18,9            | 20,9            | 20,2            | 14,9            | 8,6             | 3,5             | −1,3            | 8,9             |
| Середній мінімум, °C                       | −5,9            | −5,3            | −1,7            | 4,5             | 10,1            | 14,1            | 16,2            | 15,6            | 11              | 5,4             | 1,3             | −3,5            |                 |
| Середня кількість сонячних годин на місяць | 2,0             | 2,9             | 5,5             | 8,9             | 11,0            | 11,5            | 11,5            | 10,5            | 7,5             | 5,0             | 2,4             | 2,1             |                 |
| Норма опадів, мм                           | 39              | 39              | 49              | 53              | 66              | 84              | 92              | 64              | 62              | 43              | 47              | 45              | 680             |
| Днів з опадами                             | 7               | 7               | 8               | 8               | 9               | 9               | 10              | 7               | 7               | 6               | 7               | 7               |                 |
| Вологість повітря, %                       | 83              | 80              | 73              | 64              | 62              | 63              | 67              | 64              | 68              | 75              | 84              | 83              |                 |
| ------------------------------------------ | --------------- | --------------- | --------------- | --------------- | --------------- | --------------- | --------------- | --------------- | --------------- | --------------- | --------------- | --------------- | --------------- |
| Джерело: climate-data.org                  |                 |                 |                 |                 |                 |                 |                 |                 |                 |                 |                 |                 |                 |

 В Медвідці максимальна кількість годин яскравого сонячного сяйва спостерігається в липні, середня тривалість якого становить приблизно 11,53 години. Загалом протягом цього періоду сонячне сяйво сягає близько 357,38 годин.
В середньому, у січні в Медвідці спостерігається найменша кількість годин сонячного сяйва на день. Загальна тривалість сонячного сяйва за цей період становить 65,91 години, тоді як в середньому на день отримують близько 2,13 години.
Протягом року в Медвідці спостерігається приблизно 2466,98 годин сонячного сяйва. Середньомісячна тривалість сонячного сяйва оцінюється приблизно в 205,58 годин.
Часовий пояс (за київським часом) — UTC+2 (літній час — UTC+3). Час регулюється постановою Уряду України, яка щорічно в останню неділю березня о 03:00 переводить стрілки годинника на одну годину вперед, а в останню неділю жовтня о 04:00 на годину назад.
В заплаві р. Південний Буг запропоновано внести до рангу заповідних дві ділянки між селами Слобідка і Медвідка лучну (6 га) і вільшнякову (4 га).

##### Мікротопоніми
Місцевості села та околиць:
- Гребелька;
- Казковий ліс (нині зрублений);
- Вигін;
- Левада.

## Загальна інформація

##### Розклад руху автобусів

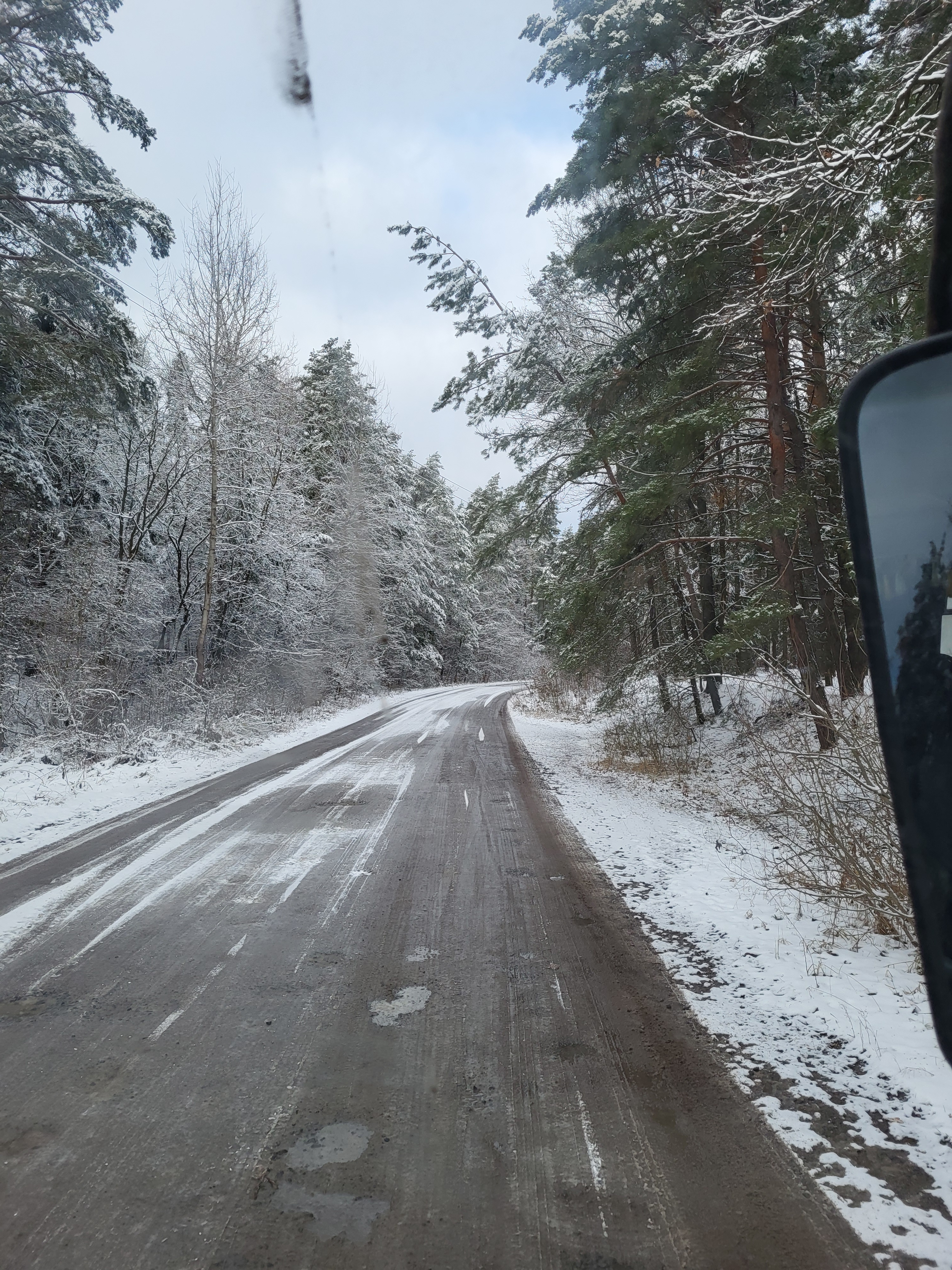
Дорога з села Лаврівка в село Медвідка. Грудень 2024. Фотографія з вікна рейсового автобуса.

Відправлення з Будинку Офіцерів (Зупинка на Водоканалі через 5-10 хв після відправлення)
| З Вінниці | З Медвідки | З Він. Суб. | З Мед. Суб. | З Він. Нд | З Мед. Нд |
| --------- | ---------- | ----------- | ----------- | --------- | --------- |
| 05:30     | 06:10      | 06:20       | 07:00       | 06:20     | 07:00     |
| 07:15     | 08:00      | 07:45       | 08:30       | 07:45     | 08:30     |
| 09:10     | 09:50      | 09:20       | 10:05       | 09:40     | 10:25     |
| 11:00     | 11:45      | 11:00       | 11:45       | 12:30     | 13:15     |
| 12:30     | 13:15      | 13:00       | 13:45       | 16:00     | 16:45     |
| 14:50     | 15:40      | 16:00       | 16:45       | 18:10     | 18:55     |
| 16:20     | 17:00      | 18:10       | 18:55       |           |           |
| 18:30     | 19:15      |             |             |           |           |

###### Пересувна Укрпошта
Зупиняється в центрі села (біля медпункту)
Графік роботи: середа 12:20-15:05; Телефон: +380800300545

##### Адреса селищної ради
23215, Вінницька обл., Вінницький р–н, с. Лаврівка, Незалежності, 1А (вул. Леніна,2), тел. 0432-589532

## Галерея

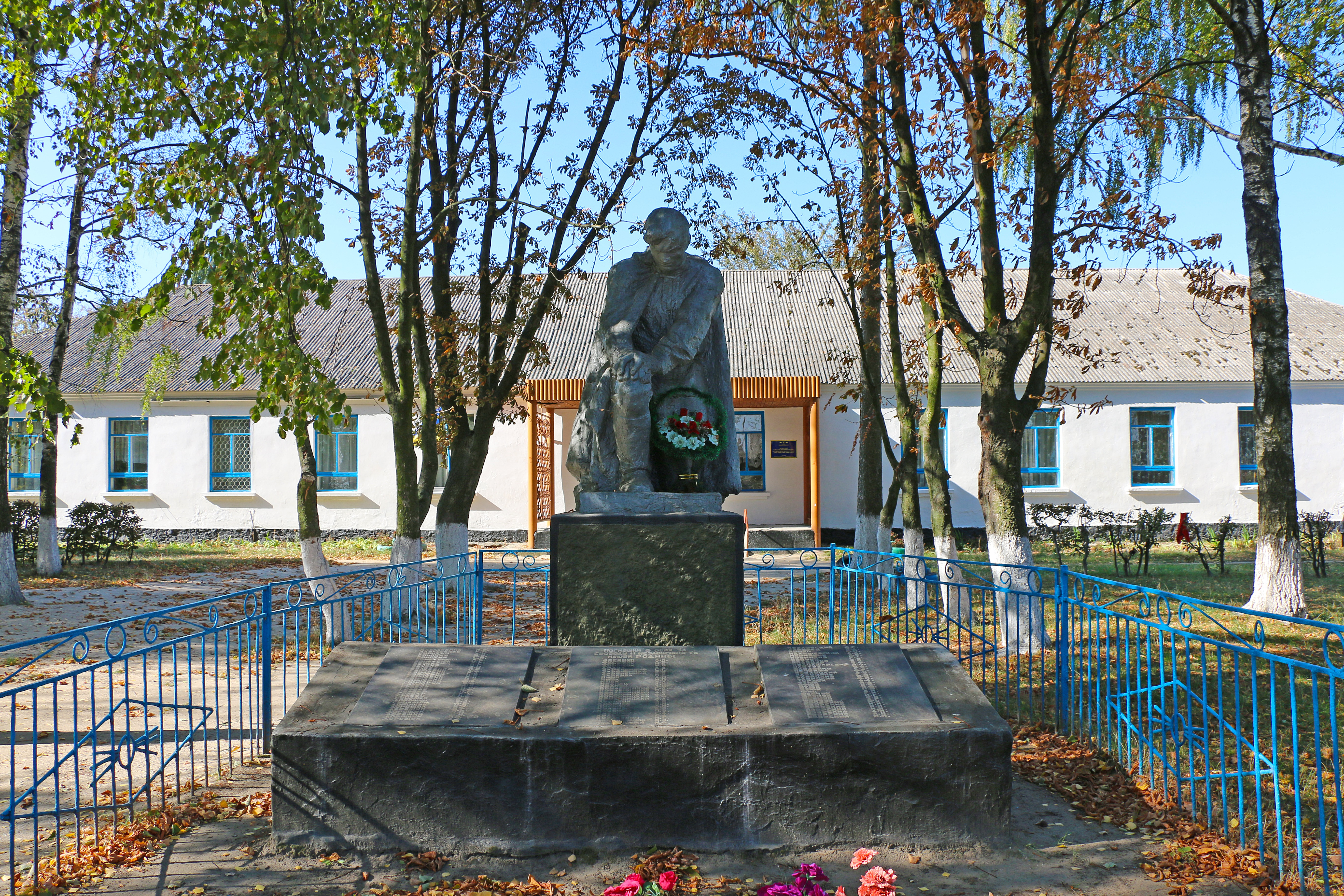
Пам'ятник воїнам-односельчанам
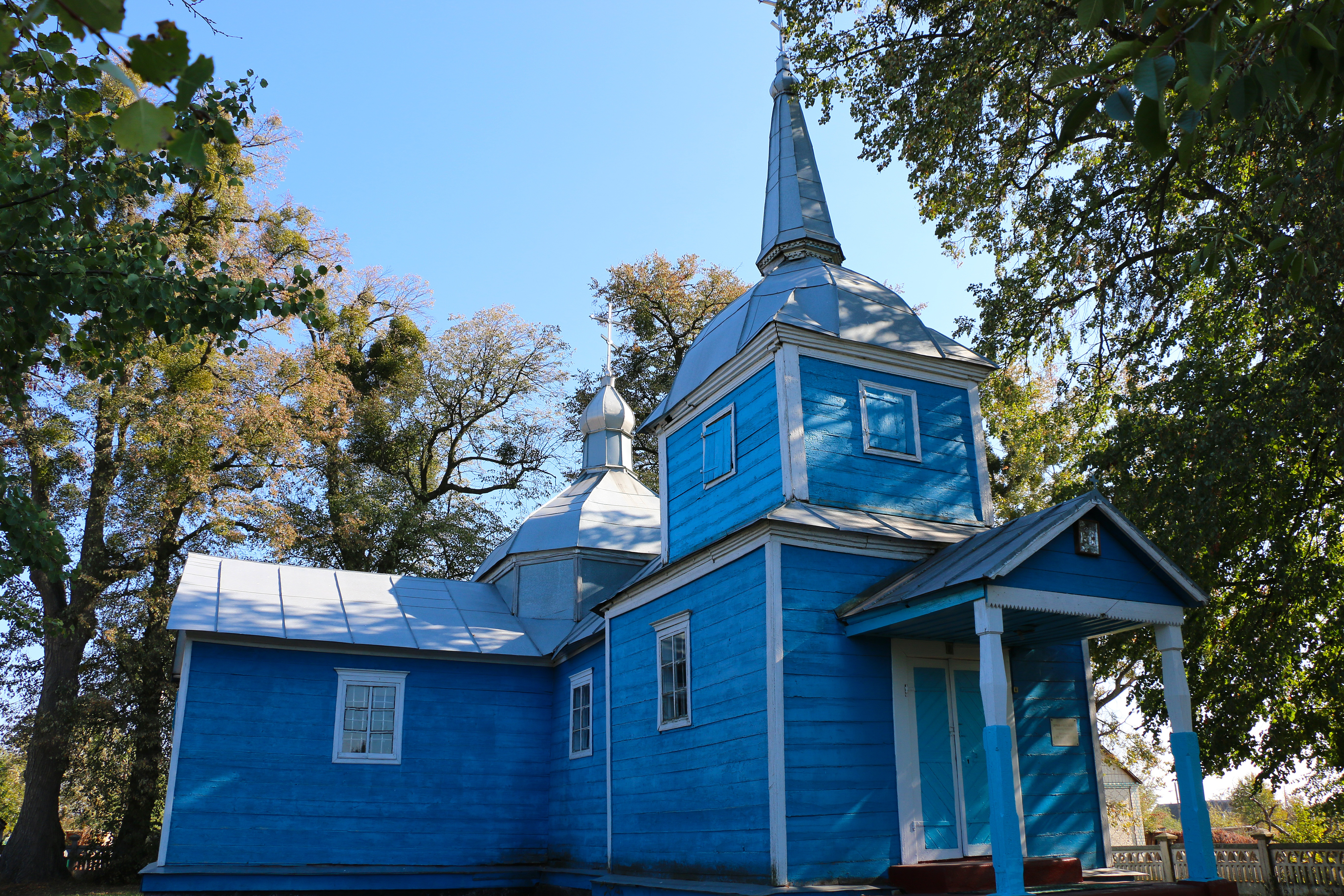
Церква Параскеви Великомучениці
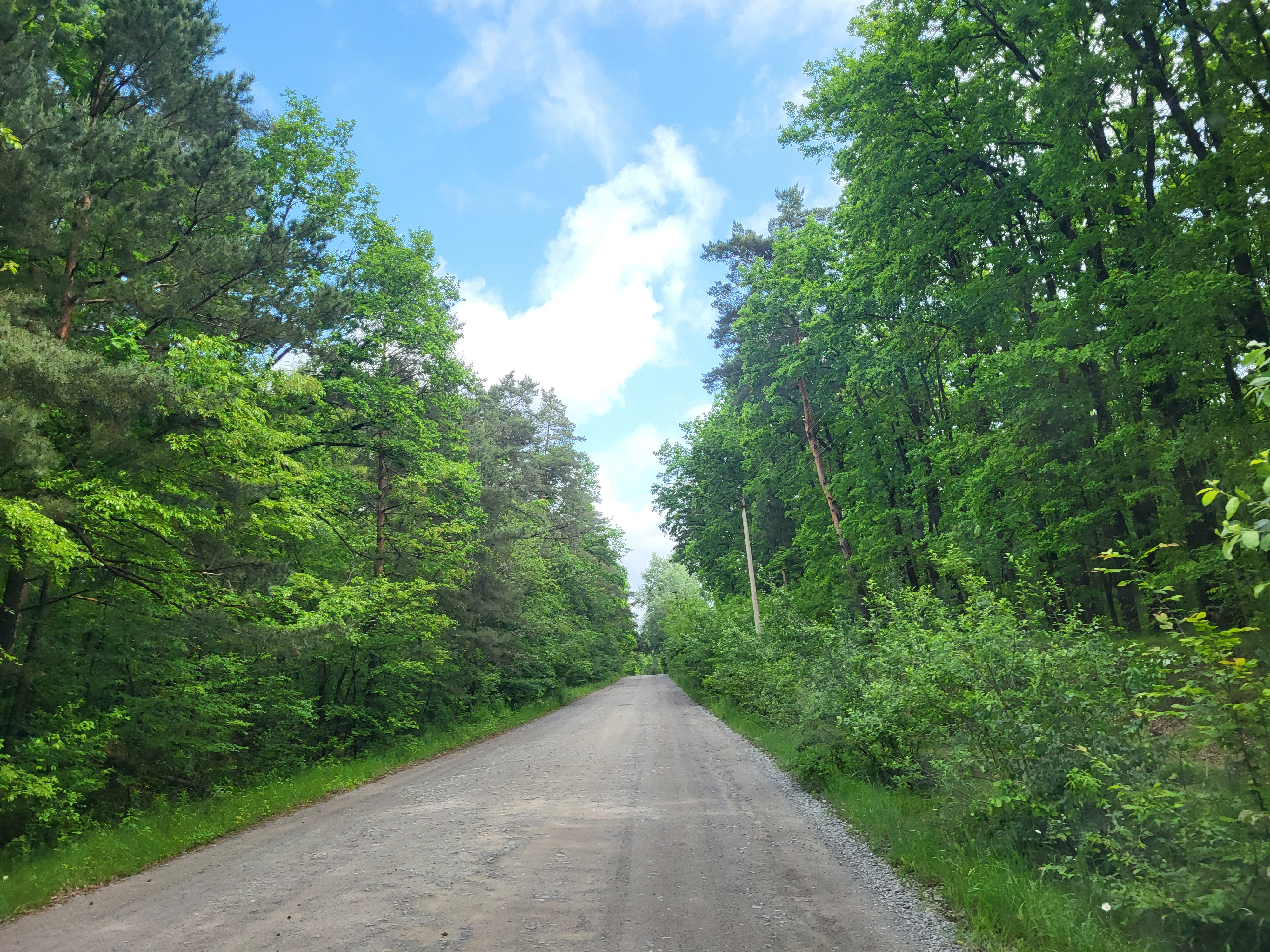
Дорога в Медвідку з Лаврівки
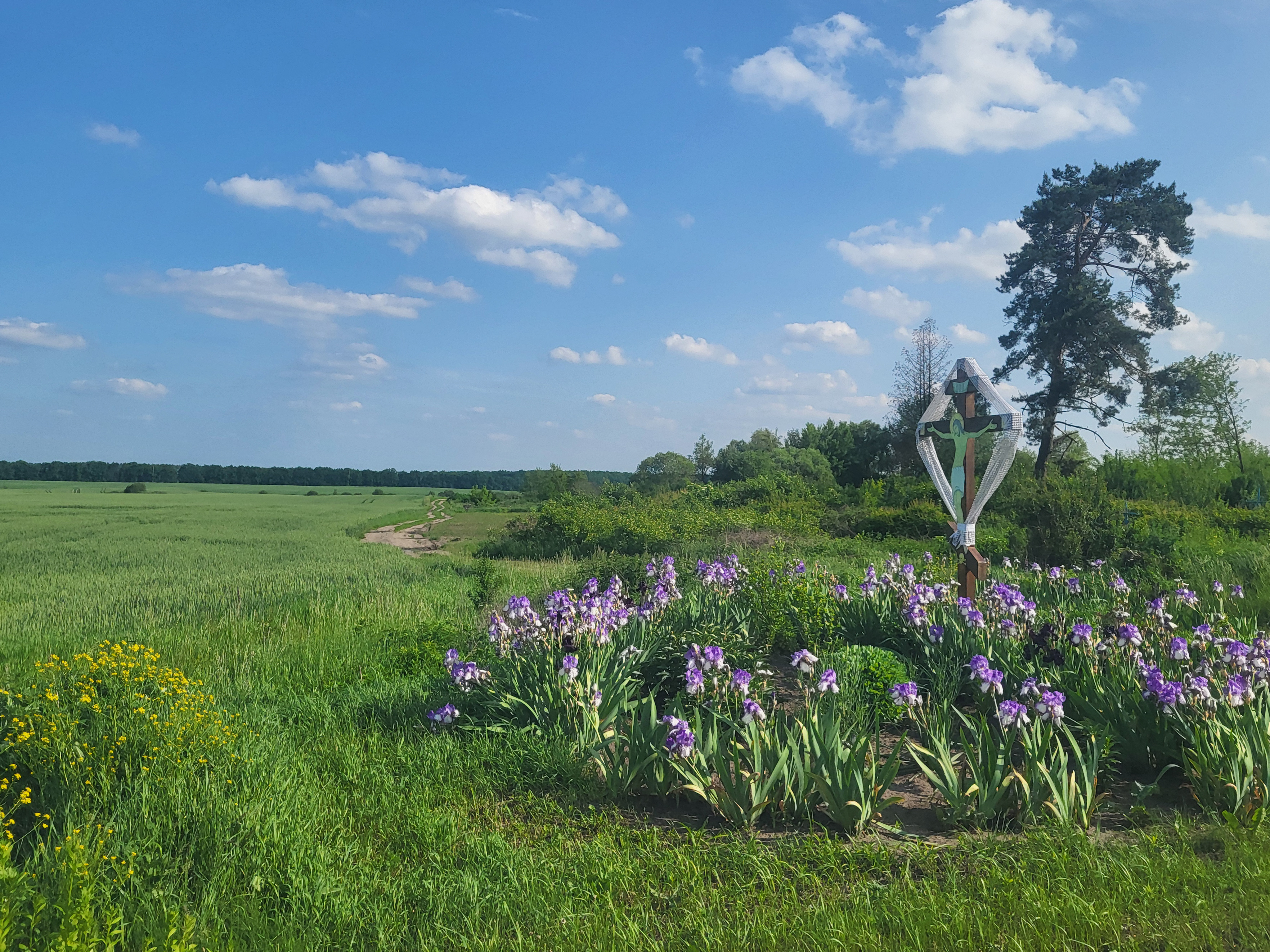
Придорожній Хрест у Медвідці
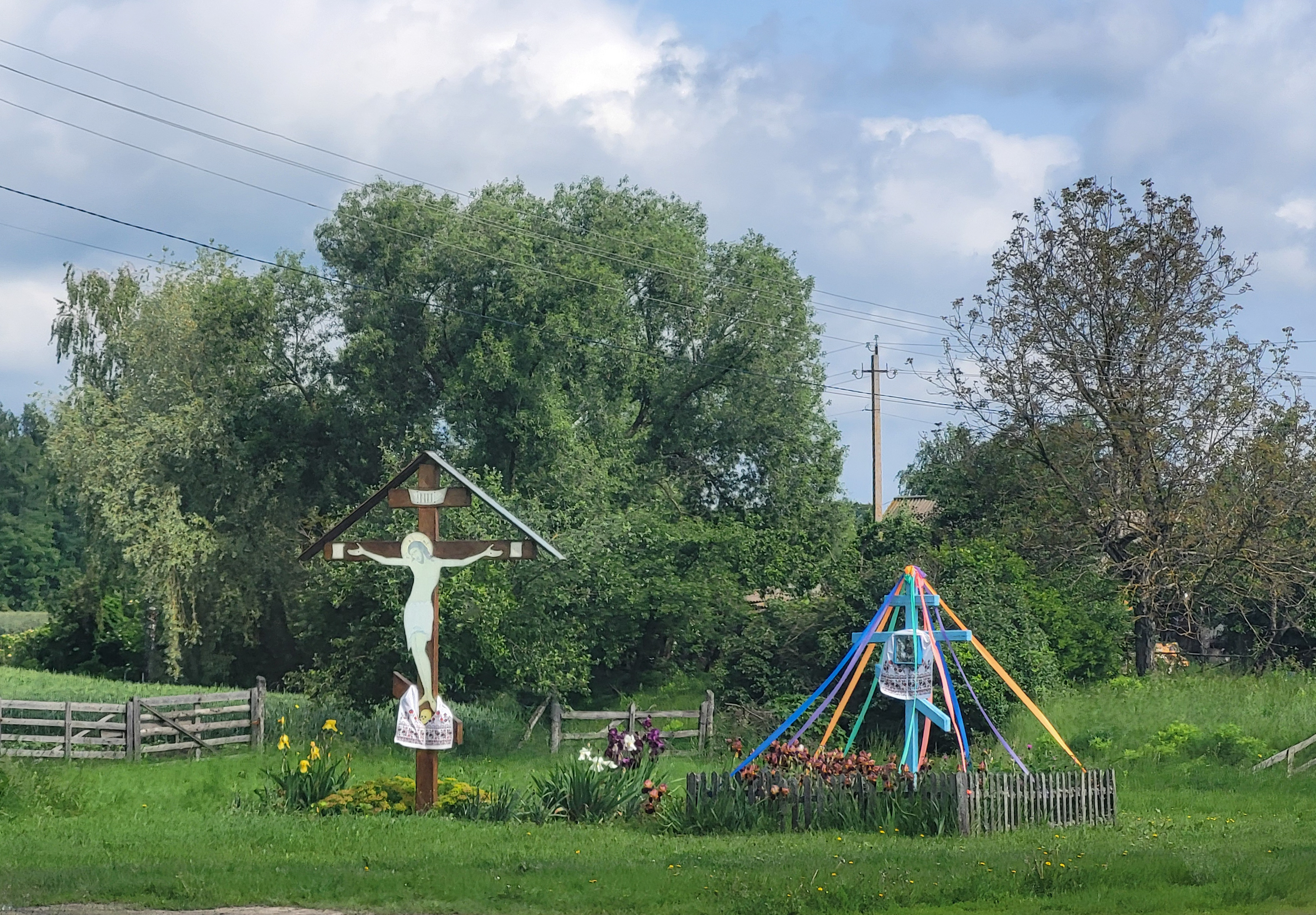
Придорожні Хрести на виїзді з Медвідки

## Постаті
- Ослюк Максим Ігорович (1999—2024) — молодший сержант Збройних сил України, учасник російсько-української війни.
- Подчашинський Дем'ян Олексійович (1969—2023) — сержант Збройних Сил України, учасник російсько-української війни.
- Пилявець Сергій Олегович (1999—2024) — майор Збройних сил України, учасник російсько-української війни. Герой України (2025, посмертно).